# الکترون‌خواهی

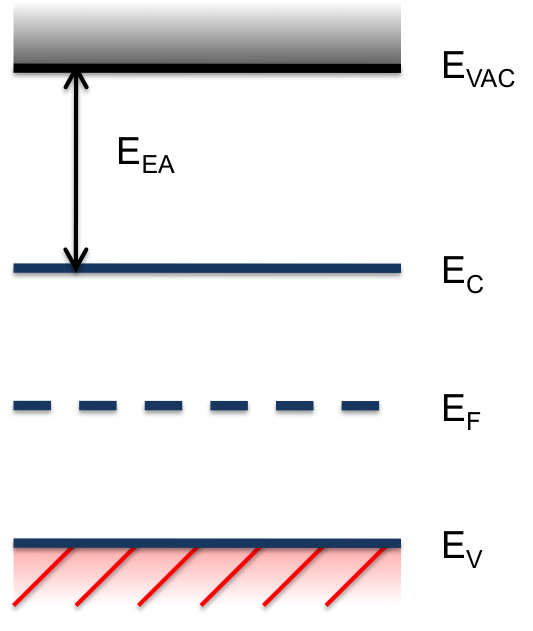
میل الکترونی EEA در نمودار نواری. EVAC، EC، EF، EV به ترتیب مخفف انرژی خلاء، باند هدایت، انرژی فرمی و باند ظرفیت است.

میل ترکیبی الکترون (Eea) (به انگلیسی: Electron affinity) یا انرژی رهایی الکترون یک اتم یا مولکول، مقدار انرژی آزادشده هنگام اتصال یک الکترون به یک اتم یا مولکول خنثی در «حالت گازی» برای تشکیل یک یون منفی (آنیون) است.
X(g) + e− → X−(g) + energy (انرژی)
در فیزیک حالت جامد میل ترکیبی الکترون یا به بیان بهتر انرژی رهایی الکترون اندکی تفاوت معنایی دارد و به معنای انرژی رهاشده از انتقال الکترون از سطح انرژی خلاء در خارج از نیمه هادی به لبه پایین باند هدایت درون نیمه هادی است.

## اندازه‌گیری و استفاده‌ها
میل ترکیبی الکترون تنها در حالت گاز یک ماده تعریف شده‌است. به این دلیل که سطح انرژی مولکول‌ها و اتم‌ها در حالات مایع و جامد به دلیل پیوندها میان اتمی و مولکولی ویژه در این حالات، تحت تأثیر مولکول‌ها و اتم‌های مجاور خویش قرار می‌گیرد. فهرستی از میل ترکیبی الکترون‌ها توسط رابرت اس. مولیکن (به انگلیسی: Robert S. Mulliken) تهیه شد و برای ساخت مقیاس الکترونگاتیوی اتم‌ها به کار گرفته شد. مقیاس الکترونگاتیوی اتم برابر است با میانگین الکترونگاتیوی و انرژی یونش آن اتم. نمونه‌ای دیگر از کاربرد میل ترکیبی الکترون در تئوری اچ‌اس‌ای‌بی (به انگلیسی: HSAB theory) است.
نظریه HSAB نیز در پیش‌بینی نتیجه‌های واکنش‌های متاتیزی مفید می‌باشد. به تازگی نشان داده‌شده‌است که حتی حساسیت و عملکرد مواد منفجره را می‌توان بر اساس نظریه HSAB توضیح داد.
مولکول یا اتمی که میل ترکیبی الکترون بزرگتر مثبتی داشته باشد گیرندهٔ الکترون است و مولکول یا اتمی که میل ترکیبی الکترون کوچکتر مثبتی داشته باشد دهندهٔ الکترون است، این دو گونه مولکول یا اتم با یکدیگر واکنش می‌دهند.
بنابراین نافلزات میل ترکیبی الکترون بزرگتر مثبتی نسبت به فلزات دارند.
واکنشی که برای محاسبهٔ میل ترکیبی الکترون (Eea) هنگام اتصال به اتم به کار می‌رود:
میل ترکیبی الکترون (Eea)= انرژی اولیه اتم - انرژی اتم پس از اتصال الکترون = ΔE- (اتصال)
| گروه | ۱        | ۲        | ۳        | ۴        | ۵        | ۶        | ۷        | ۸        | ۹        | ۱۰       | ۱۱       | ۱۲       | ۱۳       | ۱۴       | ۱۵       | ۱۶       | ۱۷       | ۱۸       |  |
| دوره |          |          |          |          |          |          |          |          |          |          |          |          |          |          |          |          |          |          |  |
| ۱    | H -۰٬۷۶  |          |          |          |          |          |          |          |          |          |          |          |          |          |          |          |          | He +۰٬۲۲ |  |
| ۲    | Li -۰٬۶۲ | Be +۰٬۲۰ |          |          |          |          |          |          |          |          |          |          | B -۰٬۲۸  | C -۱٬۲۶  | N +۰٬۰۷  | O -۱٬۴۶  | F -۳٬۴۰  | Ne +۰٬۳۰ |  |
| ۳    | Na -۰٬۵۵ | Mg +۰٬۲۰ |          |          |          |          |          |          |          |          |          |          | Al -۰٬۴۵ | Si -۱٬۳۹ | P -۰٬۷۵  | S -۲٬۰۷  | Cl -۳٬۶۲ | Ar +۰٬۳۶ |  |
| ۴    | K -۰٬۵۰  | Ca +۰٬۱۰ | Sc -۰٬۱۹ | Ti -۰٬۰۸ | V -۰٬۵۳  | Cr -۰٬۶۶ | Mn       | Fe -۰٬۱۷ | Co -۰٬۶۶ | Ni -۱٬۱۶ | Cu -۱٬۲۲ | Zn +۰٬۴۹ | Ga -۰٬۳۰ | Ge -۱٬۲۰ | As -۰٬۸۱ | Se -۲٬۰۲ | Br -۳٬۳۷ | Kr +۰٬۴۰ |  |
| ۵    | Rb -۰٬۴۹ | Sr +۰٬۰۵ | Y -۰٬۳۱  | Zr -۰٬۴۳ | Nb -۰٬۸۹ | Mo -۰٬۷۵ | Tc -۰٬۵۵ | Ru -۱٬۰۵ | Rh -۱٬۱۴ | Pd -۰٬۵۶ | Ag -۱٬۳۱ | Cd +۰٬۳۳ | In -۰٬۳۰ | Sn -۱٬۲۰ | Sb -۱٬۰۷ | Te -۱٬۹۷ | I -۳٬۰۶  | Xe +۰٬۴۳ |  |
| ۶    | Cs -۰٬۴۷ | Ba +۰٬۱۵ | Lu -۰٬۳۴ | Hf       | Ta -۰٬۳۲ | W -۰٬۸۲  | Re -۰٬۱۵ | Os -۱٬۱۰ | Ir -۱٬۰۵ | Pt -۲٬۱۳ | Au -۲٬۳۱ | Hg +۰٬۶۳ | Tl -۰٬۲۱ | Pb -۰٬۳۶ | Bi -۰٬۹۴ | Po -۱٬۹۰ | At -۲٬۸۰ | Rn +۰٬۴۳ |  |
| ۷    | Fr -۰٬۴۶ | Ra       | Lr       | Rf       | Db       | Sg       | Bh       | Hs       | Mt       | Ds       | Rg       | Cn       | Nh       | Fl       | Mc       | Lv       | Ts       | Og       |  |
|      |          |          |          |          |          |          |          |          |          |          |          |          |          |          |          |          |          |          |  |